# Österreichischer Fußball-Cup 1991/92
Der ÖFB-Cup wurde in der Saison 1991/92 zum 58. Mal ausgespielt. Sieger wurde zum 21. Mal die Wiener Austria, Titelverteidiger Stockerau musste sich bereits in der zweiten Runde der SV Rohrbach geschlagen geben.

## Finale
Im 42. österreichischen Cupfinale standen sich die Austria und der FC Admira/Wacker gegenüber. Die Austria war vor nur drei Tagen im selben Stadion Meister geworden, nachdem sie den direkten Konkurrenten SV Austria Salzburg noch mit 2:1 abfing. Entsprechend waren die Veilchen Favorit, aber auch abgekämpft. Im Gegenzug erreichte Kontrahent Admira/Wacker bereits vorzeitig das Ziel Europacupstartplatz und hatte nur wenige Wochen zuvor mit einem 1:0-Sieg gegen die Austria deren Meisterträume fast zunichtegemacht. Letztlich setzte sich aber nach einem ausgeglichenen Spiel der Meister dank einem Kopfball-Tor in der 90. Minuten von Valdas Ivanauskas durch.

## Ausscheidungsspiele

### Achtelfinale
|                      | Ergebnis  |                     |
| -------------------- | --------- | ------------------- |
| FC Dornbirn 1913     | 0:2 (0:1) | FC Stahl Linz       |
| First Vienna FC 1894 | 2:3 (1:2) | Grazer AK           |
| Badener AC           | 0:4 (0:0) | SV Austria Salzburg |
| FC Admira/Wacker     | 3:0 (0:0) | SK Vorwärts Steyr   |
| FK Austria Wien      | 2:1 (1:1) | VSE St. Pölten      |
| Favoritner AC        | 2:0 (1:0) | SK Rapid Wien       |
| SR Donaufeld         | 0:1 (0:1) | FC Swarovski Tirol  |
| SC Austria Lustenau  | 0:2 (0:1) | SK Sturm Graz       |

### Viertelfinale
|                  | Ergebnis  |                     |
| ---------------- | --------- | ------------------- |
| FC Admira/Wacker | 2:0 (0:0) | SK Sturm Graz       |
| FK Austria Wien  | 6:0 (3:0) | SV Austria Salzburg |
| Grazer AK        | 2:1 (1:1) | FC Swarovski Tirol  |
| Favoritner AC    | 2:1 (0:1) | FC Stahl Linz       |

### Semifinale
|                 | Ergebnis  |                  |
| --------------- | --------- | ---------------- |
| FK Austria Wien | 5:1 (2:0) | Grazer AK        |
| Favoritner AC   | 1:2 (1:1) | FC Admira/Wacker |

### Finale
| Paarung          | FK Austria Wien – FC Admira/Wacker |
| Ergebnis         | 1:0 (0:0) |
| Datum            | 6. Juni 1992 |
| Stadion          | Praterstadion, Wien |
| Zuschauer        | 10.000 |
| Tore             | 1:0 Valdas Ivanauskas (90.) |
| FK Austria Wien  | Franz Wohlfahrt – Manfred Zsak, Attila Sekerlioglu, Anton Pfeffer, Christian Prosenik – Peter Stöger, Walter Hörmann, Valdas Ivanauskas, Thomas Flögel – Andreas Ogris, Robertas Fridrikas Cheftrainer: Herbert Prohaska                        |
| FC Admira/Wacker | Wolfgang Knaller – Uwe Müller, Gerald Messlender, Alois Dötzl, Gerald Bacher – Gerald Glatzmayer (64. Ernst Ogris), Peter Artner, Roger Ljung, Dietmar Kühbauer – Johannes Abfalterer, Olaf Marschall Cheftrainer: Sigfried Held ( Deutschland) |